# Saluda (Caroline du Sud)
Pour les articles homonymes, voir Saluda.
La ville de Saluda est le siège du comté de Saluda, situé en Caroline du Sud, aux États-Unis.

## Démographie
| 1900 | 1910 | 1920  | 1930  | 1940  | 1950  |
| ---- | ---- | ----- | ----- | ----- | ----- |
| 289  | 610  | 1 203 | 1 381 | 1 516 | 1 594 |

| 1960  | 1970  | 1980  | 1990  | 2000  | 2010  |
| ----- | ----- | ----- | ----- | ----- | ----- |
| 2 089 | 2 442 | 2 752 | 2 798 | 3 066 | 3 565 |